# جائزة بلجيكا الكبرى 1999
جائزة بلجيكا الكبرى 1999 هو سباق فورمولا 1 أقيم بتاريخ 29 أغسطس 1999 في بلجيكا. كان الثاني عشر من أصل 16 في بطولة العالم لسباقات الفورمولا واحد موسم 1999. حلّ البريطاني ديفيد كولتهارد أولا بينما جاء الفنلندي ميكا هاكينن في المركز الثاني وحصل على المركز الثالث الألماني هاينز هارالد فرينتزين.

## الترتيب النهائي
| الترتيب | السائق                | النقاط |
| ------- | --------------------- | ------ |
| 1       | ميكا هاكينن           | 60     |
| 2       | إدي إيرفين            | 59     |
| 3       | ديفيد كولتهارد        | 46     |
| 4       | هاينز هارالد فرينتزين | 40     |
| 5       | مايكل شوماخر          | 32     |
| المصدر: |                       |        |

## وصلات خارجية
- الموقع الرسمي